# Kompasni klobučnjak
Kompasni klobučnjak (znanstveno ime Chrysaora hysoscella) je pogosta vrsta meduz, ki živi tudi v Jadranskem morju.
Kompasni klobučnjak ima klobuk premera do 30 cm, pod katerim ima 24 lovk v osmih sklopih po tri. Običajne barve kompasnega klobučnjaka so rumeno bele z rjavimi progami.